# Paolo Savelli
Paolo Savelli (ur. 1622 w Rzymie, zm. 11 września 1685 w Rzymie) – włoski kardynał.

## Życiorys
Pochodził ze starego rzymskiego rodu arystokratycznego. Wybrawszy karierę duchowną, został klerykiem Kamery Apostolskiej. 14 stycznia 1664 papież Aleksander VII mianował go kardynałem diakonem, a następnie członkiem Kongregacji Dobrego Rządu, Świętej Konsulty oraz Trybunału Apostolskiej Sygnatury Łaski. Uczestniczył w konklawe 1667, Konklawe 1669–1670 i konklawe 1676. Za pontyfikatu Klemensa IX (1667-1669) został dodatkowo członkiem Kongregacji ds. Obrzędów, a za pontyfikatu Klemensa X(1670-1676) także członkiem Kongregacji ds. Brzegów Tybru. Zmarł w Rzymie w wieku 63 lat.